# Josefina Díaz Puerto
Josefina Díaz Puerto fue una miliciana y brigadista internacional cubana que combatió en la guerra civil española. Fue una de las diversas mujeres guerrilleras en ocupar las páginas de la prensa republicana durante los años de guerra.

## Biografía
Josefina creció y probablemente nació en la ciudad de La Habana, en Cuba, y a una temprana edad formó ya parte de dos revoluciones sociales en su país, siendo una de ellas la Revolución del Treinta.
Al iniciar la guerra civil española Josefina se encontraba entonces residiendo en Valencia, por lo que decidió unirse a las milicias voluntarias, afirmando en una entrevista que la lucha de España por su libertad le parecía justísima y que deseaba combatir en el frente. Si bien ella quiso ir a combatir en algún momento junto a otros soldados en Mallorca esto no le fue concedido.
En algún momento de su vida fue encarcelada en la Prision Provincial de Mujeres de Valencia y fue liberada en 1944.

## Reconocimiento
Josefina se encontró entre las figuras incluidas en el vídeo homenaje Solidaridad cubana en la València en guerra (1936-1939). Una deuda con la memoria histórica, que buscaba recordar la historia olvidada de los brigadistas internacionales cubanos que combatieron de forma voluntaria durante la guerra civil española en Valencia, recordando también a figuras como Alejo Carpentier, Juan Marinello, Félix Pita, Leonardo Hernández y Pablo de la Torriente Brau. El vídeo se exhibió por primera vez el 28 de enero de 2023, por el 170 aniversario del nacimiento de José Martí.